# هینتون
هینتون (به انگلیسی: Hainton) یک روستا و محله مدنی در بریتانیا است که در لیندسی شرقی واقع شده‌است. هینتون ۱۱۴ نفر جمعیت دارد.